# Almamy Touré
Pour les articles homonymes, voir Touré.
Almamy Touré, né le 28 avril 1996 à Bamako (Mali), est un footballeur international malien qui évolue au poste de défenseur central.

## Biographie
Né à Bamako au Mali, il émigre en France à la demande de son père, Idrissa, ancien international malien, et rejoint sa grande sœur dans la cité du Clos Saint-Lazare à Stains en 2002.

### En club
Peu après son arrivée en France, il prend sa première licence en débutants à l'US Stains, le club de sa nouvelle ville. En 2004, il passe au FC Bourget (où joue déjà son grand frère Moumine) et y reste jusqu'en juillet 2010, date à laquelle il intègre le centre de formation de l'AS Monaco à l'âge de quatorze ans.
Almamy Touré fait ses débuts avec l'AS Monaco le 11 février 2015 lors d'une victoire trois buts à un contre le Stade rennais en Coupe de France, marquant même le premier but de son équipe. Il joue son premier match en Ligue 1 le 20 février 2015, lors de l'un succès un à zéro contre l'OGC Nice, en remplaçant Layvin Kurzawa après 35 minutes de jeu.
Le 25 février 2015, Il est titulaire lors de la victoire de l'AS Monaco à l'Emirates Stadium trois buts à un face à Arsenal FC en Ligue des champions,.
À l'issue de la saison 2016-2017, il est champion de France de Ligue 1 avec l'AS Monaco.
Le 31 janvier 2019, il rejoint l'Eintracht Francfort, signant un contrat courant jusqu'en juin 2023.

### En sélection nationale

#### Avec la France (2019)
Immigré malien, Touré demande la nationalité française en 2015 et l'obtient en 2018, lui permettant ainsi de jouer avec l'équipe de France espoirs,. Son sélectionneur, Sylvain Ripoll, le convoque pour la première fois le 20 mars 2019 pour pallier le forfait de Kelvin Amian. Le lendemain, il fait ses débuts en remplaçant Nordi Mukiele à la 75e minute d'un match nul (2-2) face à l'Allemagne. Titulaire lors du match suivant face au Danemark (défaite 0-1), son parcours avec Les Bleuets s'arrête là.

#### Avec le Mali (depuis 2022)
Le 19 mars 2022, le sélectionneur du Mali, Mohamed Magassouba, le convoque en vue des barrages d'accès à la Coupe du monde 2022 que son équipe doit disputer face à la Tunisie. Si Touré répond favorablement à cette convocation, il reste néanmoins sur le banc lors des deux matchs (aller et retour), qui voient le Mali manquer sa qualification du fait d'un malheureux but contre son camp de Moussa Sissako,. Après cette déconvenue majeure, Mohamed Magassouba est limogé mais son successeur, Éric Chelle, renouvelle sa confiance en Touré, qui figure sur la liste des 26 joueurs appelés pour les premiers matchs des éliminatoires de la CAN 2023 contre le Congo et le Soudan du Sud,.

## Statistiques

### En club
| Saison                | Club                  | Championnat           | Championnat | Championnat | Championnat | Coupe nationale | Coupe nationale | Coupe nationale | Coupe de la Ligue | Coupe de la Ligue | Coupe de la Ligue | Supercoupe | Supercoupe | Supercoupe | Compétition(s) continentale(s) | Compétition(s) continentale(s) | Compétition(s) continentale(s) | Compétition(s) continentale(s) | Supercoupe UEFA | Supercoupe UEFA | Supercoupe UEFA | Total | Total | Total |
| Saison                | Club                  | Division              | M.          | B.          | P.d.        | M.              | B.              | P.d.            | M.                | B.                | P.d.              | M.         | B.         | P.d.       | Comp.                          | M.                             | B.                             | P.d.                           | M.              | B.              | P.d.            | M.    | B.    | P.d.  |
| 2014-2015             | AS Monaco             | Ligue 1               | 5           | 1           | 0           | 2               | 1               | 0               | -                 | -                 | -                 | -          | -          | -          | C1                             | 1                              | 0                              | 0                              | -               | -               | -               | 8     | 2     | 0     |
| 2015-2016             | AS Monaco             | Ligue 1               | 10          | 3           | 2           | 1               | 0               | 0               | -                 | -                 | -                 | -          | -          | -          | C1+C3                          | 2                              | 0                              | 0                              | -               | -               | -               | 13    | 3     | 2     |
| 2016-2017             | AS Monaco             | Ligue 1               | 15          | 0           | 5           | 3               | 0               | 0               | 4                 | 0                 | 0                 | -          | -          | -          | C1                             | 5                              | 0                              | 0                              | -               | -               | -               | 27    | 0     | 5     |
| 2017-2018             | AS Monaco             | Ligue 1               | 20          | 1           | 5           | 2               | 0               | 0               | 1                 | 0                 | 0                 | 1          | 0          | 0          | C1                             | 3                              | 0                              | 0                              | -               | -               | -               | 27    | 1     | 5     |
| 2018-2019             | AS Monaco             | Ligue 1               | 4           | 0           | 0           | -               | -               | -               | -                 | -                 | -                 | -          | -          | -          | C1                             | 1                              | 0                              | 0                              | -               | -               | -               | 5     | 0     | 0     |
| Sous-total            | Sous-total            | Sous-total            | 54          | 5           | 12          | 8               | 1               | 0               | 5                 | 0                 | 0                 | 1          | 0          | 0          | -                              | 12                             | 0                              | 0                              | -               | -               | -               | 80    | 6     | 12    |
| 2018-2019             | Eintracht Francfort   | Bundesliga            | 7           | 0           | -           | -               | -               | -               | -                 | -                 | -                 | -          | -          | -          | C3                             | -                              | -                              | -                              | -               | -               | -               | 7     | 0     | 0     |
| 2019-2020             | Eintracht Francfort   | Bundesliga            | 19          | 1           | 3           | 3               | 0               | -               | -                 | -                 | -                 | -          | -          | -          | C3                             | 7                              | 0                              | 0                              | -               | -               | -               | 29    | 1     | 3     |
| 2020-2021             | Eintracht Francfort   | Bundesliga            | 17          | 1           | 0           | 1               | 0               | -               | -                 | -                 | -                 | -          | -          | -          | -                              | -                              | -                              | -                              | -               | -               | -               | 18    | 1     | 0     |
| 2021-2022             | Eintracht Francfort   | Bundesliga            | 10          | 0           | 0           | -               | -               | -               | -                 | -                 | -                 | -          | -          | -          | C3                             | 8                              | 1                              | 0                              | -               | -               | -               | 18    | 1     | 0     |
| 2022-2023             | Eintracht Francfort   | Bundesliga            | 7           | 0           | 1           | 1               | 0               | 0               | -                 | -                 | -                 | -          | -          | -          | C1                             | -                              | -                              | -                              | 1               | 0               | 0               | 9     | 0     | 1     |
| Sous-total            | Sous-total            | Sous-total            | 60          | 2           | 4           | 5               | 0               | -               | -                 | -                 | -                 | -          | -          | -          | -                              | 15                             | 1                              | 0                              | 1               | 0               | 0               | 81    | 3     | 4     |
| 2023-2024             | FC Kaiserslautern     | 2.Bundesliga          | 11          | 1           | 2           | 4               | 1               | 1               | -                 | -                 | -                 | -          | -          | -          | -                              | -                              | -                              | -                              | -               | -               | -               | 15    | 2     | 3     |
| 2024-2025             | FC Kaiserslautern     | 2.Bundesliga          | 8           | 0           | 0           | 1               | 0               | 0               | -                 | -                 | -                 | -          | -          | -          | -                              | -                              | -                              | -                              | -               | -               | -               | 9     | 0     | 0     |
| Sous-total            | Sous-total            | Sous-total            | 19          | 1           | 2           | 5               | 1               | 1               | -                 | -                 | -                 | -          | -          | -          | -                              | -                              | -                              | -                              | -               | -               | -               | 24    | 2     | 3     |
| Total sur la carrière | Total sur la carrière | Total sur la carrière | 133         | 8           | 18          | 18              | 2               | 1               | 5                 | 0                 | 0                 | 1          | 0          | 0          | -                              | 27                             | 1                              | 0                              | 1               | 0               | 0               | 185   | 11    | 19    |

## Palmarès

### En club
| AS Monaco - Championnat de France (1) - Champion en 2017 - Vice-champion en 2018 - Trophée des Champions - Finaliste en 2017 - Coupe de France - Finaliste en 2018 |  | Eintracht Francfort - Ligue Europa (1) - Vainqueur en 2022 - Supercoupe de l'UEFA - Finaliste en 2022 - Coupe d'Allemagne - Finaliste en 2023 |